# Jacob Vredeman
Jacob Vredeman de Vries (Mechelen, omstreeks 1563 - Leeuwarden, september 1621) was een zangmeester in Leeuwarden, maar afkomstig uit Mechelen, componist uit de Nederlanden, gaf in 1602 twaalf villanellen in het Fries uit.

## Leven
Vredeman ontving zijn muzikale opleiding van G. de la Hele aan de Sint-Romboutskathedraalin Mechelen. Hij vestigde zich, vermoedelijk via Antwerpen, in 1588 te Leeuwarden als muziekleraar en stadsmuziekmeester (Collegium Musicorum). Van zijn liederen is een aantal op Friese teksten geschreven onder andere van Jan Jansz. Starter.

## Werken
Twee publicaties zijn van hem bekend.
De bundel "Musica miscella o mescolanze di madrigali, canzoni, e villanelli in lingua Frisica a quatro & cinque voci" werd in Franeker uitgegeven door Gillis van den Rade, die heeft behoord tot de belangrijkste calvinistische uitgevers in Antwerpen; in Friesland was hij staatsdrukker. De Friese villanellen schilderen het boerenleven met milde spot, en het Fries is hier nog geen taal die meer ernstige liederen waardig wordt geacht. Pas met de liederen van Gysbert Japix wordt het Fries ook een taal voor ernstige minnepoëzie, politieke zangen en psalmberijmingen.
Zijn "Isagoge musicae, dat is corte, perfecte instructie van de principale musycke" werd in 1618 gepubliceerd.

## Familie
Vader Sebastiaen Vredeman was componist en beiaardier, broer Michiel Vredeman was instrumentbouwer. Oom Hans Vredeman de Vries was architect en ontwerper. Jacobus/Jacques was getrouwd met Marycke Gerrits. Zoon Gerrit was enigszins bekend glasmaker.
- Biografisch Portaal: 07394125
- Digitale Bibliotheek voor de Nederlandse Letteren: vred004
- Gemeinsame Normdatei: 1053072848
- International Standard Name Identifier: 0000 0003 9163 3067
- Library of Congress Control Number: no2016095652
- MusicBrainz: 546c3881-b96d-42de-b3c3-c2908446f4ec
- Nederlandse Thesaurus van Auteursnamen: 185366015
- Système universitaire de documentation: 229582494
- Virtual International Authority File: 285481180
- WorldCat: E39PBJyMgqtfD9fthbDVGw63Qq